# Тимирязев, Василий Иванович
Василий Иванович Тимирязев (1849—1919) — русский государственный деятель, обер-гофмейстер и действительный тайный советник, первый министр торговли и промышленности Российской империи (1905—1906 и 1909).

## Биография
Происходил из рода Тимирязевых, дворян Орловской губернии. Его отцом был единокровный брат К. А. Тимирязева и Д. А. Тимирязева от первого брака отца — Иван Аркадьевич Тимирязев.
В 1874 году окончил физико-математический факультет Санкт-Петербургского университета и 13 января 1875 года начал службу в министерстве финансов. Командировался для работ по устройству русского отдела на всемирных выставках в Филадельфию (1876), Париж (1878), Антверпен (1885), Копенгаген (1888), был делопроизводителем Комиссии для устройства Всероссийской промышленно-художественной выставки в Москве (1882).
Занимал должности вице-директора департамента торговли и мануфактур (с 1886), коммерческого агента министерства финансов в Берлине (1894—1902) и Вене (1900—1903), члена Комиссии для пересмотра общего таможенного тарифа (с 1890 года), члена Совета министра финансов (1894—1898).
В 1895—1896 годах был генеральным комиссаром Всероссийской выставки в Нижнем Новгороде.
С декабря 1902 года — товарищ министра финансов (при министрах С. Ю. Витте, Э. Д. Плеске, В. Н. Коковцове), в течение трёх лет заведовал делами торговли и промышленности.
После учреждения Министерства торговли и промышленности — первый его министр (с 28 октября 1905 по 18 февраля 1906). Ушёл в отставку с поста министра вследствие несогласия с направлением политики правительства Витте.
В марте 1906 года был избран членом Государственного совета от промышленности и торговли (входя в состав выборных членов Государственного совета до марта 1917 года, примыкал к группе центра). Одновременно активно занимался частной торгово-промышленной деятельностью.
В 1906 году избран председателем Совета съездов представителей промышленности и торговли, а в 1914 году — председателем Совета съездов представителей биржевой торговли и сельского хозяйства.
С 14 января по 5 ноября 1909 года вновь был министром торговли и промышленности в правительстве П. А. Столыпина (вышел в отставку по семейным обстоятельствам); обер-гофмейстер с 5 ноября 1909 года, действительный тайный советник с 8 ноября 1909 года.
Один из основателей (в 1908) русско-английской торговой палаты и её председатель (1909—1916). Тимирязев был также членом и председателем совета Русского для внешней торговли банка (1909, 1911—1917), совета Петроградского частного коммерческого банка, директором Общества Кольчугинской железной дороги, член правления Общества Подольской железной дороги, председатель Товарищества табачной фабрики С. Габай, председатель правления Русского Восточно-Азиатского пароходного общества, член правления  Общества Сосновицких трубопрокатных и железоделательных заводов, председатель правления Русского общества для развития и увеличения числа перевозочных средств «Ссудовагон», Товарищества табачной фабрики «А. Н. Шапошников и К°», член правления Общества электрического освещения 1886 года, председатель правления Русского общества электрических станций и др. С 1910 года входил в состав Петербургского комитета по управлению «Лена Голдфилдс».
В Санкт-Петербурге жил (1915) в доме страхового общества «Россия» на Моховой улице (№ 29).
С 1915 года — член Особого совещания по обороне. В марте 1916 года был избран председателем Бюро Русского парламентского экономического комитета как составной части Межпарламентской постоянной торговой конференции союзных государств (1916).
Умер 20 августа 1919 года в Петрограде. Был похоронен на Новодевичьем кладбище; могила утрачена.

## Награды
Был награждён российскими и иностранными орденами:
Российские
- орден Святого Станислава 3-й степени (01.04.1879)
- орден Святой Анны 3-й степени (21.03.1880)
- орден Святого Станислава 1-й степени (14.06.1891)
- орден Святого Анны 1-й степени (02.04.1895)
- орден Святого Владимира 2-й степени (18.04.1899)
- орден Белого орла (28.03.1904)
- орден Святого Александра Невского (01.01.1913)

Иностранные
- испанский орден Изабеллы Католической (1885)
- бельгийский орден Леопольда I, офицерский крест (1886)
- датский орден Данеброг, командор 1-го класса (1888)
- французский орден Почётного легиона, командорский крест (1894)
- прусский орден Короны 1-й степени (1894)
- австрийский орден Франца-Иосифа, большой крест (1894)
- сербский орден Такова 2-й степени (1894)
- люксембургский орден Дубового венка, большой офицерский крест (1896)
- бухарский орден Золотой звезды (1897)
- болгарский орден «За гражданские заслуги» (1897)
- китайский орден Двойного дракона 2-го класса 3-й степени (1897)

## Семья
Был женат трижды: с 15 октября 1880 года — на Розалии Алексеевне Берггрюн, дочери преподавателя; с 29 сентября 1891 года — на артистке балета Александре Александровне Воробьёвой (?—1908); с 7 июля 1913 года — на разведённой баронессе Софье Владимировне Розен (урожд. Пузырёва, потомственная дворянка).

## Сочинения
- Catalogue of the Russian section, 1893. — 572 p.  — каталог русской секции Всемирной выставки в Чикаго, в организации которой участвовал Тимирязев.
- Обзор системы русского таможенного тарифа; В сборнике «Фабрично-заводская промышленность и торговля России», изданном к Всемирной выставке в Чикаго 1893 года.
- Торговля России с Германией с 1887 по 1901 год по данным Германской имперской статистики / Соч. В. И. Тимирязева. — Санкт-Петербург: М-во фин., 1903. — [2], 198, 5 с.
- О содержании срочных зимних пароходных сообщений вдоль Мурманского побережья [Электронный ресурс]: 27 марта 1909 года. — № 2620. — [Санкт-Петербург]: Тип. В. Киршбаума, [1909]